# Amynodon
L'aminodonte (gen. Amynodon) è un mammifero perissodattilo estinto, affine ai rinoceronti. Visse tra l'Eocene medio e l'Oligocene inferiore (circa 45 - 30 milioni di anni fa) e i suoi resti fossili sono stati ritrovati in Nordamerica e in Asia.

## Descrizione
Questo animale era di grosse dimensioni, e non doveva superare i 2,5 metri di lunghezza. Possedeva un corpo piuttosto massiccio e zampe forti, ma non particolarmente corte o estremamente robuste come quelle del successivo Metamynodon. Le zampe di Amynodon, invece, conservavano forse ancora un parziale adattamento alla corsa. Il cranio era maggiormente sviluppato nella regione anteorbitale rispetto a quello di Metamynodon, e portava una dentatura di molari e premolari completa, anche se i premolari erano molto più piccoli dei molari. I canini erano ridotti rispetto a quelli di Metamynodon, e non erano a crescita continua. La corona dei molari inferiori era interamente ricoperta di smalto.

## Classificazione
Il genere Amynodon venne istituito da Othniel Charles Marsh nel 1877, per accogliere una specie di rinoceronti precedentemente descritta dallo stesso Marsh nel 1875 come Diceratherium advenum e proveniente dall'Eocene medio dello Utah. La stessa specie, Amynodon advenus, venne poi rinvenuta anche in Montana, Texas, Wyoming e California. Un'altra specie nordamericana attribuita a questo animale è A. reedi, rinvenuta in California e in Utah. In anni più recenti sono stati ritrovati resti attribuiti ad Amynodon anche in Cina, in terreni dell'Eocene medio (A. lunanensis e A. altidens dello Yunnan) e dell'Oligocene inferiore (A. alxaensis del Ningxia); quest'ultima specie è la più recente attribuibile ad Amynodon. Dal Giappone proviene invece A. watanabei, dell'Eocene medio-superiore. 
Amynodon è il genere eponimo degli aminodontidi, un gruppo di perissodattili rinocerotoidi che svilupparono nel corso della loro evoluzione un considerevole adattamento alla vita semiacquatica. Amynodon, tuttavia, non gode di una classificazione chiara all'interno di questa famiglia, e sembrerebbe in ogni caso essere stato un membro basale del gruppo.

## Paleobiologia
Amynodon doveva essere un animale rivierasco, che si nutriva di vegetali teneri che crescevano lungo i fiumi e i laghi.